# Маньяки
| Оценки критиков | Оценки критиков |
| Источник        | Оценка          |
| --------------- | --------------- |
| Intermedia      | (без оценки)    |

«Маньяки» — четвёртый студийный альбом группы «Дискотека Авария».

## Об альбоме
Работа над записью пластинки велась почти год. Выход альбома активно освещался СМИ — в газете «Московский комсомолец» в конце ноября 2001 состоялась встреча с участниками группы (музыканты пришли на встречу без Олега Жукова, отшутившись, что последний «застрял в лифте»), во время которой слушатели задавали им вопросы по телефону. Тогда же проходила рекламная акция компании «Pepsi», во время которой по ТВ демонстрировался рекламный ролик с участием музыкантов группы (данный ролик стал последним видео с Олегом Жуковым).
В песне «Про яйца» в качестве семпла было задействовано вступление песни «Косил Ясь конюшину», которая знаменита в исполнении ансамбля «Песняры». Композиция «Небо» в 2003 году была перезаписана с группой «Моральный кодекс»; также был выпущен видеоклип. Песня «Четверо парней», записанная примерно в августе 2001 года, была издана через 5 лет в новом студийном альбоме «Четверо парней».
Альбом получил премию «Рекордъ» в номинации «Отечественный альбом года». В марте 2014 года журнал «Афиша» включил альбом в редакционный список «30 лучших русских поп-альбомов»: «Не влюбиться в этот самозабвенный и ироничный хип-хоп-хаус и рок-н-ролл от людей, которые предлагали соседям-подонкам вешаться, было реально невозможно. Под девизом „Ты в ритме танца, тебе некуда деваться“ были завоеваны сердца самых разных слоёв российского общества».
Альбом стал последней работой группы с Олегом Жуковым — вскоре после выхода альбома он скончался от рака головного мозга.

## Список композиций
Слова и музыка всех песен — А. Рыжов, кроме (5) — музыка А. Рыжов и А. Лукичёв.
| №                   | Название                                                                              | Длительность |
| ------------------- | ------------------------------------------------------------------------------------- | ------------ |
| 1.                  | «Х.Х.Х.И.Р.Н.Р.»                                                                      | 4:52         |
| 2.                  | «На острие атаки»                                                                     | 3:29         |
| 3.                  | «Небо»                                                                                | 4:29         |
| 4.                  | «Песня про яйца»                                                                      | 4:19         |
| 5.                  | «На заре» (при уч. Академический ансамбль песни и пляски Внутренних войск МВД России) | 4:08         |
| 6.                  | «Слова»                                                                               | 3:51         |
| 7.                  | «Вот так»                                                                             | 1:15         |
| 8.                  | «Заколебал ты!»                                                                       | 3:26         |
| 9.                  | «Disco Superstar»                                                                     | 5:30         |
| 10.                 | «Яйца всмятку»                                                                        | 4:02         |
| 11.                 | «Хип-хоп маньяки»                                                                     | 3:39         |
| 12.                 | «Новогодняя» (бонус-трек)                                                             | 5:22         |
| Общая длительность: | Общая длительность:                                                                   | 48:22        |

## Видеоклипы
| Дата выхода     | Видеоклип                           |
| --------------- | ----------------------------------- |
| 15 декабря 1999 | Новогодняя                          |
| 13 апреля 2001  | Заколебал ты!                       |
| июль 2001       | Песня про яйца                      |
| 11 октября 2001 | На острие атаки                     |
| 7 марта 2002    | Disco Superstar                     |
| 1 сентября 2002 | Х.Х.Х. И Р.Н.Р.                     |
| 9 мая 2003      | Небо                                |
| 2003            | Небо (с группой «Моральный кодекс») |

## Участники записи
- Дискотека Авария (1—12)
- Академический ансамбль песни и пляски внутренних войск МВД России (5)

## Информация
- Речитатив из композиции «Х.Х.Х.И.Р.Н.Р.» был впервые исполнен Олегом Жуковым на «Ивановском радио» в 1994 году.
- Первый клип на композицию с данного альбома, «Заколебал ты!», вышел весной 2001 года. Последний — на композицию «Небо» — в начале мая 2003. Клипы на композиции «Disco Superstar» и «Х. Х.Х. И.Р. Н.Р.» долгое время находились на вершинах хит-парадов MTV Россия.
- Клип «Disco Superstar» представляет собой нарезку из различных архивных видеозаписей группы, включая раритетные кадры 1990—2001 года.
- Клип на композицию «Небо» стал первым «полнометражным» клипом группы.
- Песня «На заре» является кавером песни «Пей пиво».
- Песня «Небо» является самой последней песней, в которой Олег Жуков спел свою партию.

## Награды
- В ноябре 2002 года группа «Дискотека Авария» получила приз MTV EMA 2002 в номинации «Лучший российский исполнитель», обойдя фаворитов церемонии — группу «Тату».